# Bo (pes)
Bo (9. října 2008 – 8. května 2021) byl kastrovaný pes rodiny 44. prezidenta Spojených států amerických, Baracka Obamy. Je plemene portugalský vodní pes. Volba na toto plemeno padla proto, že dcera Baracka Obamy, Malia, má alergii na psí chlupy a toto psí plemeno je téměř hypoalergenní. Mimo o portugalském vodním psu přemýšleli Obamovi i o plemeni labradoodle, nakonec ale vyhrál právě portugalský vodní pes. Některá média Boa označují i jako Prvního psa. Je pojmenován podle kočky bratranců a sestřenic jeho dcer. O prázdninách roku 2013 si Obamovi k Boovi pořídili ještě celočernou fenku stejného plemene; Sunny.

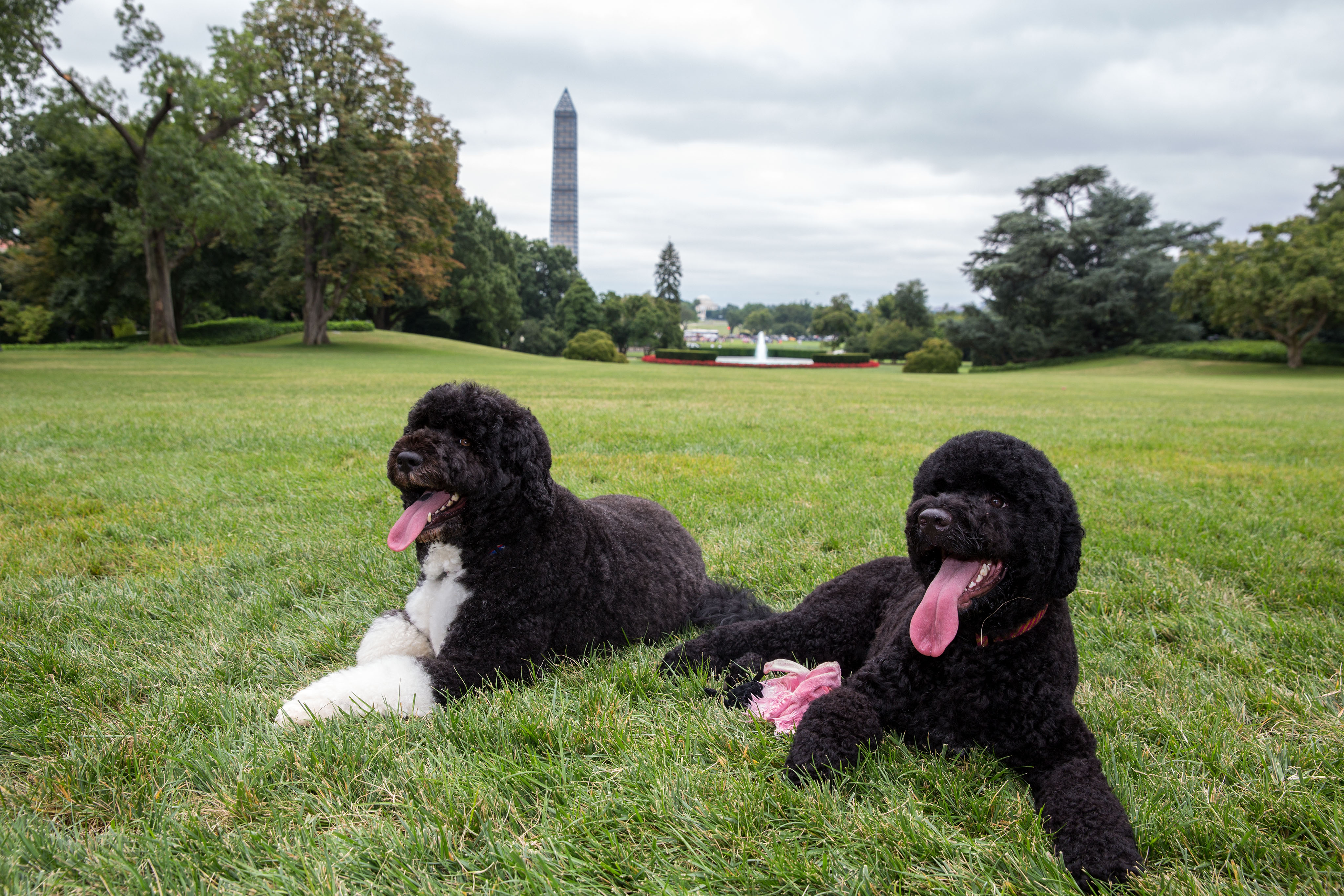
Bo (vlevo) a Sunny (vpravo)

Bývalý majitel jej pojmenoval Charlie. Na jeho první narozeniny získal Barack Obama Nobelovu cenu za mír.
Jeho bratr, Rico, žije se svou rodinou ve městě Houston, Texas.

## Bo v kultuře
V dokumentu Život po lidech v epizodě 2x10 (česky Odveď mě za vůdcem) "účinkoval" i Bo.